# Rödkronad blomsterpickare
Rödkronad blomsterpickare (Dicaeum geelvinkianum) är en fågel i familjen blomsterpickare inom ordningen tättingar.

## Utseende och läte
Rödkronad blomsterpickare är en mycket liten tätting med svart ovansida, ljus undersida och eldrött på hjässan, övergumpen och i en fläck på bröstet. Ungfågeln är enfärgad med orange näbb, utan rostrött under stjärten som på ung mistelblomsterpickare. Bland lätena hörs ljusa och korta "seeep" och andra sträva ljud.

## Utbredning och systematik
Rödkronad blomsterpickare delas in i nio underarter med följande utbredning:
- Dicaeum geelvinkianum maforense – ön Numfoor (Geelvink Bay utanför norra Nya Guinea)
- Dicaeum geelvinkianum misoriense – ön Biak (Geelvink Bay utanför norra Nya Guinea)
- Dicaeum geelvinkianum geelvinkianum – ön Yapen och Kuruduöarna (Geelvink Bay utanför North Nya Guinea)
- Dicaeum geelvinkianum obscurifrons – västra Nya Guinea (Wisselsjöarna)
- Dicaeum geelvinkianum diversum (inklusive setekwa och centrale[5]) – västcentrala Nya Guinea (Western Ranges och centrala delarna av Central Ranges)
- Dicaeum geelvinkianum albopunctatum – lågland i södra och centrala Nya Guinea
- Dicaeum geelvinkianum rubrigulare – södra Nya Guinea (Palmer Junction till mynningen av Fly River)
- Dicaeum geelvinkianum rubrocoronatum – sydöstra Nya Guinea
- Dicaeum geelvinkianum violaceum – D'Entrecasteaux-öarna (Fergusson, Goodenough och Dobuöar)

## Status
Arten har ett stort utbredningsområde och beståndet anses stabilt. Internationella naturvårdsunionen IUCN listar den därför som livskraftig (LC).